# 호산나
호산나(Hosanna)는 유대교와 기독교의 전례 용어이다. 유대교에서는 원래의 히브리어 형태 "호샤나-호사나"(הושענה)로 늘 사용된다.

## 용어
호산나(라틴어 osanna, 그리스어 ὡσαννά, hōsanná)라는 용어는 히브리어 낱말 호시아-나(הושיעה־נא, הושיעה נא)에서 왔으며 이는 "구원"을 뜻하는 아람어 오샤나(אושענא)의 호시아나(hôšî‘â-nā)의 준말이다.
히브리어 성경에서 "주께 간청하오니 이제 구원하소서"와 같은 문구에서만 사용된다. (Psalms 118:25)

### 기독교

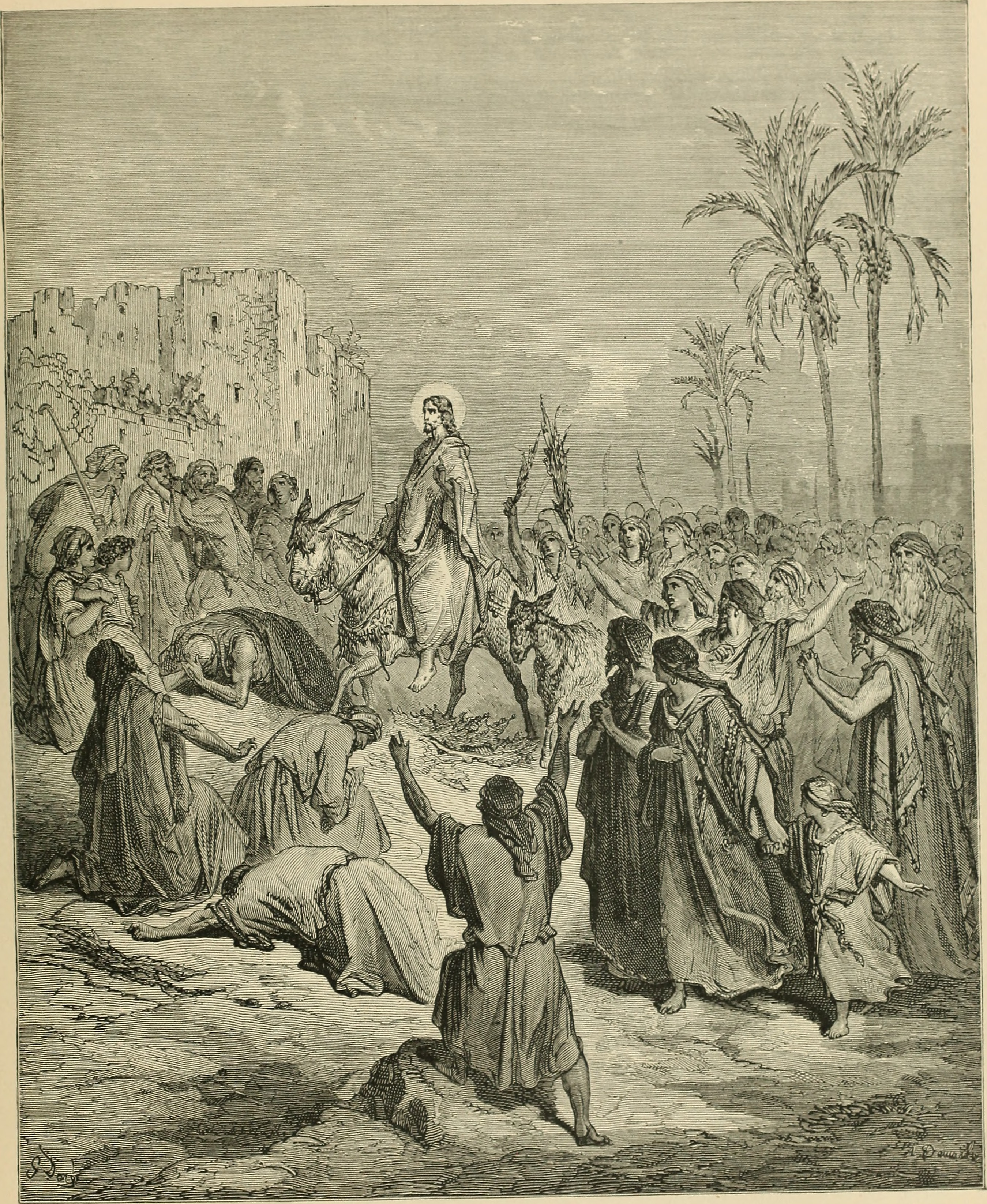
예수의 예루살렘 승리의 입성 중 군중들이 "호산나"를 외치는 모습

신약성경의 수많은 구절에 적용되는데, 이를테면 "호산나, 찬송하리로다. 주의 이름으로 오시는 이여"(Mark 11.9), "가장 높은 곳에서 호산나"(Mark 11.10), "호산나 다윗의 자손이여"(Matt 21:9Template:Bibleverse with invalid book)가 포함된다.

## 같이 보기
- 예수의 언어
- 할렐루야

## 참고 문헌
- Yohannan Aharoni & Michael Avi-Yonah, The MacMillan Bible Atlas, Revised Edition, pp. 157-165 (1968 & 1977 by Carta Ltd).
- 1913 Catholic Encyclopedia article on Hosanna.
- 본 문서에는 현재 퍼블릭 도메인에 속한 브리태니커 백과사전 제11판의 내용을 기초로 작성된 내용이 포함되어 있습니다.